# Aries Trikala BC
L'Aries Trikala BC è una società cestistica avente sede a Trikala, in Grecia. Fondata nel 1993 con la denominazione di Aeolus Trikala BC, gioca nel campionato greco. Nella stagione 2012-13 ha ottenuto la promozione in A1 Ethniki, il massimo campionato greco, per la prima volta nella sua storia.
Disputa le partite interne nel Trikala Indoor Hall, che ha una capacità di 2.500 spettatori.

## Denominazioni
- Aries Trikala (2013-presente)

## Roster 2017-2018
Aggiornato al 28 febbraio 2018.
|    | Naz.                   | Ruolo | Sportivo                | Anno | Alt. | Peso | Note |
| -- | ---------------------- | ----- | ----------------------- | ---- | ---- | ---- | ---- |
| 2  | Stati Uniti (bandiera) | P     | Xavier Thames           | 1991 | 191  | 88   |      |
| 9  | Grecia (bandiera)      | G     | Panagiotis Karagiorgos  | 1999 | 186  |      |      |
| 10 | Grecia (bandiera)      | GA    | Ioannis Chatzinikolas   | 1995 | 198  | 88   |      |
| 15 | Serbia (bandiera)      | AG    | Marko Tejić             | 1995 | 210  | 105  |      |
| 19 | Grecia (bandiera)      | AC    | Stefanos Skouloudis     | 1994 | 206  |      |      |
| 22 | Grecia (bandiera)      | C     | Sofoklīs Schortsianitīs | 1985 | 208  | 156  |      |
| 32 | Grecia (bandiera)      | C     | Sakīs Tatarīs           | 1998 | 205  | 113  |      |
|    | Stati Uniti (bandiera) | G     | Earvin Morris           | 1994 | 196  | 87   |      |
|    | Stati Uniti (bandiera) | G     | D.J. Richardson         | 1991 | 191  | 88   |      |